# Humor Risk
Pour plus de détails, voir Fiche technique et Distribution.
Humor Risk est un film muet américain de comédie réalisé par Richard Smith, sorti en 1921.
Il s'agit de la première apparition à l'écran des Marx Brothers, si tant est que le film ait été projeté car selon les sources les avis divergent. La seule chose certaine est que le film est aujourd'hui présumé disparu et qu'à l'époque il ne connut pas de diffusion commerciale.

## Fiche technique
- Titre original : Humor Risk
- Réalisation : Richard Smith[1]
- Scénario : Jo Swerling
- Photographie : A.H. Vallet
- Producteur : Al Posen
- Société de production : Caravel Comedy Company
- Pays d’origine :  États-Unis
- Langue : Anglais
- Format : Noir et blanc - 35 mm - 1,37:1  - muet
- Genre : comédie
- Longueur : deux bobines
- date de mise en production : 1921

## Distribution
- Harpo Marx : Watson, le héros
- Groucho Marx : le truand
- Chico Marx : l'homme de main du truand
- Zeppo Marx : le patron de la boîte de nuit
- Jobyna Ralston : Héroïne

## Autour du film
Selon les sources le film pourrait bien ne jamais avoir été monté (silentera) et est donc uniquement un ensemble de rushes et pour d'autres, après une projection privée, les producteurs auraient choisi de ne pas le diffuser. Souvent est cité le désaccord de Groucho Marx, mécontent du résultat, qui se serait opposé à sa diffusion.

Il en est de même pour l'actrice jouant le rôle principal, qui selon les sources, pourrait, être Jobyna Ralston, Esther Ralston, Helen Kane ou Mildred Davis.

Jo Swerling est crédité du scénario. Il a écrit la pièce de vaudeville, The Street Cinderella pour les Marx Brothers en 1918 et ce serait là son premier scénario.